# فاستو لیالی
فاستو لیالی (به انگلیسی: Fausto Leali) (زاده ۲۹ اکتبر ۱۹۴۴) خواننده، ترانه‌سرا ایتالیایی است.
او همراه با آنا اوکسا نماینده ایتالیا در مسابقه آواز یوروویژن ۱۹۸۹ بود.